# Oxelytrum cayennense
Oxelytrum cayennense es una especie de escarabajo carroñero del género Oxelytrum, categorizada en la tribu Silphini, de la subfamilia Silphinae. Fue descrita por Sturm en 1826.

## Distribución
Se distribuye por América del Sur: Argentina, Bolivia, Brasil, Colombia, Ecuador, Guayana Francesa, Guyana, Perú y Venezuela.